# 通奸
通姦又稱為婚外性行為，是法律和道德性質的名稱。一般指在一定情況下發生而違反法律或道德的人類性行為，通常泛指有配偶者与第三者出于自愿发生性关系的行为，部分國家将婚前性行為亦归类为通奸，少部分國家將女性被強姦也視為通姦。

## 刑事處罰
通姦行為在各國法律上處置不盡相同，有些國家未將通姦列入刑法處罰之對象，僅被視為不道德行為，例如：英國；有些國家則在入法後，因理由不夠充分而除罪化:6，例如：德國、南韓、日本、中華民國（刑事部分）；有些國家則列為請求離婚之事由，有些國家仍將通姦罪列為處罰之對象，但設有一定限制，例如：中华人民共和国、奥地利、瑞士。
通姦罪常見的處罰類型：
1. 只罰已婚女性。例如：中華民國17年（1928年）9月1日施行的舊刑法、日本1947年以前的刑法。
2. 只罰男性相姦人。例如：2007年以前的新加坡刑法。
3. 男女雙方皆處罰。例如：中華民國24年（1935年）7月1日施行的舊刑法[3]，另外意大利、西班牙和法國的舊法中都曾經有過類似的規定[2]:6-8。

通姦罪常見的限縮方式：
1. 以他方配偶提出控訴作為處罰條件。例如：奧地利。
2. 以通姦導致分居、離婚的結果作為處罰條件。例如：瑞士、德國的舊刑法。
3. 與具特定身分之人通姦。例如：中华人民共和国。

## 中國大陸
《中华人民共和国刑法》
- 破坏军婚罪

- 重婚罪

《中国共产党纪律处分条例》
- 第150条，党员与他人通奸，造成不良影响的，给予警告或者严重警告处分；情节较重的，给予撤销党内职务或者留党察看处分；情节严重的，给予开除党籍处分，因此一些官员多因为通奸而被落马[4]。自2016年1月1日起施行的修订的条例裡，删除了与“通奸”有关的处分规定，改以“搞权色交易或者给予财物搞钱色交易”及“与他人发生不正当性行为，造成不良后果”取而代之。

- 第103条，搞权色交易或者给予财物搞钱色交易的，给予警告或者严重警告处分；情节较重的，给予撤销党内职务或者留党察看处分；情节严重的，给予开除党籍处分。

- 第127条，与他人发生不正当性关系，造成不良影响的，给予警告或者严重警告处分；情节较重的，给予撤销党内职务或者留党察看处分；情节严重的，给予开除党籍处分[5][6]。

《中華人民共和國民法典》(2020年5月28日，經十三屆全國人大常委會表決通過，2021年生效）
- 第1042條第二項「禁止重婚。禁止有配偶者與他人同居。」

## 中華民國（臺灣）
相關法律
- 《民法》

第1052條第一項第二款：「與配偶以外之人合意性交」，他方得向法院請求離婚。
第1056條第一項：「夫妻之一方，因判決離婚而受有損害者，得向有過失之他方，請求賠償。」、第二項：「前項情形，雖非財產上之損害，受害人亦得請求賠償相當之金額。但以受害人無過失者為限。」
第195條第一項：「不法侵害他人之身體、健康、名譽、自由、信用、隱私、貞操，或不法侵害其他人格法益而情節重大者，被害人雖非財產上之損害，亦得請求賠償相當之金額。其名譽被侵害者，並得請求回復名譽之適當處分。」、第三項：「前二項規定，於不法侵害他人基於父、母、子、女或配偶關係之身分法益而情節重大者，準用之。」
- 《中華民國刑法》

1928年9月1日施行的舊法：
第二百五十六條：「有夫之婦與人通姦者處二年以下有期徒刑其相姦者亦同」。
第二百五十九條：「第二百五十五條及二百五十六條之罪須吿訴乃論」（第一項）。
1935年7月1日施行的舊法：
第239條：「有配偶而與人通姦，處1年以下有期徒刑。其相姦者，亦同。」（2020年5月29日大法官釋字791號宣告失其效力，2021年6月16日已刪除）
第245條：「第238條之罪、第240條第二項之罪，須告訴乃論。」（2021年6月16日已修訂，刪除第239條相關內容）
通姦罪的構成要件
- 一方為現有配偶之人[注 3]
- 與他人自願性合意[注 4]
- 發生男女性器接觸行為[注 5]。

起訴方式
- 配偶可對通姦配偶、相姦人提出告訴，且可依刑事訴訟法239條但書規定單獨對通姦的配偶撤回告訴，只對相姦者訴追究責任。
- 早期司法實務認為當配偶拒絕對通姦的配偶提起告訴時，亦不得對相姦人提起自訴[注 6]。2003年大法官釋字第569號宣告此一限制侵害人民訴訟權違憲，容許配偶可直接對相姦人提起自訴。[7]

政府民調
法務部於2015年在公共政策网络参与平台上提出“通奸罪应否除罪？”，民調結果共有9095個網友表示反对废除通奸罪，佔86%。
修正方向
由於實務上常见通奸男性获得妻子原谅而撤回告訴，女性第三者仍接受刑罚，造成通奸罪受刑人数中女性远高于男性的現況，及考量可能造成性侵案件受害人担心证据不足无法将性侵者定罪，反被性侵者的配偶提告通奸，不敢提起诉讼。2017年時總統府司法改革國是會議第5組委員，於分組會議中決議：「廢除《中華民國刑法》第239條通姦罪；若因故無法立即廢止，則應即刻刪除《中華民國刑事訴訟法》第239條但書，即可單獨對配偶撤回通姦告訴」。不再例外容許配偶以提出告訴方式卻僅追究相姦人的責任，避免通姦罪成為女人難為女人的條文。
大法官宣告違憲
2020年5月29日下午，司法院大法官於憲法法庭宣判公布第791號解釋，指出《中華民國刑法》第239條通姦罪及《中華民國刑事訴訟法》第239條但書「對於配偶撤回告訴者，其效力不及於相姦人」規定違反《憲法》保障隱私權及平等權之意旨，立即失效。其理由（一）為刑事上告訴乃論之罪依檢察官起訴之人予以審理，若告訴人撤回一部分人不為告訴，則視同全部不為告訴，但在本罪卻明文規定得單獨對配偶撤回告訴，與配偶相姦之人並無此規定，造成自立法後多只撤回對配偶告訴，使本罪幾乎只追訴、處罰相姦人，形成共同犯罪者只有一部分會受到追訴、處罰的差異，形成事實上不平等的歧視現象。（二）追訴、審判期間需要將通姦行為公布於法庭，並經反覆舉證及供證並受詰問，造成司法過度侵入當事人性隱私。（三）犯罪被審判處罰，除是懲罰犯罪行為外，亦有導正行為人，促使其回歸或回復社會關係，本罪被害人既無法恕宥而認為有追訴必要，亦難以認為經審判處罰後，仍有維持家庭關係和睦可能性。然而本罪刪除，並不代表國家允許通姦行為，而是回歸民法上侵權損害，由犯罪行為人賠償受害人而非受到刑罰，更使未修正通姦為通性交的本罪，得以在民事訴訟中處罰同性別的性交、猥褻行為。
修法
2021年5月31日，立法院三讀通過刪除《中華民國刑法》第239條通姦罪，並配合修訂第245條之相關內容。2021年6月16日公布實施。

## 香港
辦理離婚入稟的其中一項依據，是答辯人在婚內對入稟人不忠，在外與另一異性發生性關係，通稱為「通姦」（Adultery）。
- 入稟人除了要就通姦這項事實提出証據外，還須要証明，由於答辯人這種通姦行為的緣故，使他無法容忍與他一同居住。
- 入稟人的聲請（Petition），現已由表格填報方式提出，即表格三，可在高等法院大廈的經歷司辦事處索取。
- 入稟人在填表後，得經過經歷司審閱，經批准後才可以向答辯人傳達（Service）。

因此，如果入稟書內容起疑點，譬如入稟人在獲知答辯人與人通姦後，繼續與他同住，經歷司會提出疑問，指出依據條例，入稟人已算諒解（Reconciliate）了答辯人，事情便算告吹，在此情況之下，入稟人便得提出更多聲請依據。
無需指明與誰通姦
所謂同住，依案例是指同一住所（Household），換言之，如果經歷司發現入稟人和答辯人仍居住同一住址，便可表面推斷雙方是居於同一住所。當然，入稟人可詳細具體列出聲請內容，指明雙方雖然居住同一住所，但因二人再沒有同睡，更沒有性事，沒有同吃飯諸如此類，則根據以往的判例，如此雙方便不屬居住同一住所，兩人仍舊未曾修好。通姦不容易舉証，如果答辯人和情婦或情夫生下孩子，或答辯人親口或白紙黑字承認，是最好不過的事情。答辯人承認通姦，並不用指名道姓與誰，在哪日期地點與人通姦，換言之，即使只是性交易，也足以收到此效。
因通姦而入稟離婚
嚴格來說，單通姦這事實不足以支持離婚令的頒佈。
離婚的因由只有一個，即雙方的婚姻關係已到達一個無法可以挽救保留的地步（Irretrievable Breakdown），通姦以致使入稟人無法與答辯人同住，只是顯示這因由的依據。
換言之，如果入稟人明知答辯人在外花天酒地，滾紅滾綠，卻仍無動於衷，則這事實說明入稟人仍舊可與答辯人雙好，婚姻仍然有其可取性。
法例說明，如果入稟人在知道通姦的事實後，仍與答辯人居住超過半年以上，則通姦便不可以成為入稟的依據。
以通姦為依據的離婚入稟聲請，可將情夫情婦列為第二答辯人，在此情況下，入稟人便要準備兩份入稟書，附上表格四，供兩答辯人作答。
表格四可由法院辦事處獲得，內容絕大多數只是「是非題」，答辯人只用看自己意願，填上是或否，填上日期並加簽署，交上法院，便告完成。
答辯人在填表後，如果並不提出絲毫的抗辯，可讓入稟人獲單方面的判令，離婚聲請便算湊效。

## 韓國
2015年2月26日，韩国宪法法院裁定通姦罪侵犯公民的基本權利，決議廢除實行62年的通姦罪。

## 延伸閱讀
- McCracken, Peggy (1998). The romance of adultery: queenship and sexual transgression in Old French literature. University of Pennsylvania Press. ISBN 0-8122-3432-4.
- Mathews, J. Dating a Married Man: Memoirs from the "Other Women. 2008. ISBN 1-4404-5004-8.
- Best Practices: Progressive Family Laws in Muslim Countries (August 2005)
- Hamowy, Ronald. Medicine and the Crimination of Sin: "Self-Abuse" in 19th Century America （页面存档备份，存于）. pp. 2/3.
- Moultrup, David J. (1990). Husbands, Wives & Lovers. New York: Guilford Press.
- Glass, S. P.; Wright, T. L. . Journal of Sex Research. 1992, 29: 361–387. doi:10.1080/00224499209551654.
- Goody, Jack. . The British Journal of Sociology: 286–305.   [2017-10-19]. doi:10.2307/586694. （原始内容存档于2021-04-25）.
- Pittman, F. (1989). Private Lies. New York: W. W. Norton Co.
- Rubin, A. M.; Adams, J. R. . Journal of Sex Research. 1986, 22: 311–319. doi:10.1080/00224498609551311.
- Vaughan, P. (1989). The Monogamy Myth. New York: New Market Press.
- Blow, Adrian J.; Hartnett, Kelley (April 2005). Infidelity in Committed Relationships I: A Methodological Review. Journal of Marital and Family Therapy. INFIDELITY IN COMMITTED RELATIONSHIPS I: A METHODOLOGICAL REVIEW | Journal of Marital & Family Therapy | Find Articles at BNET at www.findarticles.com
- Blow, Adrian J; Hartnett, Kelley (April 2005). Infidelity in Committed Relationships II: A Substantive Review. Journal of Marital and Family Therapy. INFIDELITY IN COMMITTED RELATIONSHIPS II: A SUBSTANTIVE REVIEW | Journal of Marital and Family Therapy | Find Articles at BNET at www.findarticles.com
- Donaldson, Geoff. "The Gay Times of Dustin and Thomas". Dan's Publishing. 2–10. 2009.